# Rotschwanz-Degenflügel
Der Rotschwanz-Degenflügel (Campylopterus falcatus), gelegentlich auch  Lasur-Degenflügel genannt, ist eine Vogelart aus der Familie der Kolibris (Trochilidae), die in Kolumbien, Venezuela, und  Ecuador verbreitet ist. Der Bestand wird von der IUCN als „nicht gefährdet“ (least concern) eingeschätzt. Die Art gilt als monotypisch.

## Merkmale
Der Rotschwanz-Degenflügel erreicht eine Körperlänge von etwa 11,5 bis 13 cm bei einem Gewicht von ca. 6,4 bis 8 g. Er ist leicht mit dem Veilchenbrustkolibri (Sternoclyta cyanopectus) zu verwechseln, bei dem jedoch die rotbraune Färbung am Schwanz fehlt. Vom Violettstirn-Brillantkolibri (Heliodoxa leadbeateri) unterscheidet er sich durch einen längeren und gebogeneren Schnabel. Das Weibchen kann in niedereren Höhenlagen mit dem Rotschwanz-Schattenkolibri (Glaucis hirsutus) verwechselt werden, doch unterscheidet es sich durch die gräuliche Unterseite und den weißen Fleck hinter dem Auge (postokular). Das Männchen des Rotschwanz-Degenflügels hat einen schwarzen gebogenen Schnabel und ebenfalls einen weißen postokularen Fleck. Die Oberseite glitzert grün, der Oberkopf ist bläulicher. Die Kehle und die Brust glitzern dunkel violettblau mit bläulichem Schimmer. Der Bauch ist grün. Die Schäfte der äußeren drei Handschwingen sind dicker und abgeflacht. Die Schwanzfedern sind kastanienbraun, die zentralen Steuerfedern haben breite bronzegrüne Spitzen. Das Weibchen ähnelt dem Männchen. Die Kehle glitzert bläulich, der Rest der Unterseite ist durchgehend grau. Die Flanken haben grüne Flecken. Der Schwanz ist dem des Männchens sehr ähnlich, doch oft ist an den zentralen Steuerfedern mehr Grünfärbung. Jungvögel sind den erwachsenen Weibchen sehr ähnlich.

## Verhalten und Ernährung
Der Rotschwanz-Degenflügel bezieht seinen Nektar u. a. von blühenden Heidekrautgewächsen, Helikonien, Hibiskus und anderen Pflanzen. Gliederfüßer fängt er im Flug oder sammelt sie von Blättern ab. Als sogenannter Trapliner fliegt er regelmäßig in rascher Folge ganz bestimmte verstreute Blüten im Unterholz und den mittleren Straten des Waldes an. Es kann aber auch vorkommen, dass er Blütenstände bewacht oder die Baumkronen von blühenden Bäumen wie Korallenbäume besucht. Wasser trinkt er gelegentlich aus den Deckblättern von Helikonien.

## Lautäußerungen
Der männliche Rotschwanz-Degenflügel singt auf relativ offen liegenden Zweigen in den mittleren Straten sitzend, weit entfernt von anderen Männchen seiner Art. Er gibt Laute wie tschik, it, tschik, it splek, tschät, sit, tschik, sit, tschik, it, tschik, it... in vielen Varianten von sich. Das Muster kann auch klarer wie swiip, tsit, tsuet, tsit... klingen, wobei die ersten drei Töne ansteigen. Auch einfache pik-tscheck-Laute monoton geäußert, gehören zu seinem Repertoire. Jede Variante seines Gesangs kann mehrere Minuten dauern. Gelegentlich erinnert der Gesang an den des Glanz-Veilchenohrkolibris (Colibri coruscans).

## Brut
Die Brutsaison des Rotschwanz-Degenflügels ist in den Bergen der Sierra de Perijá in Kolumbien und Venezuela im Juni. In Aragua brütet er vermutlich im Oktober. Ansonsten ist wenig über seine Brutbiologie bekannt.

## Verbreitung und Lebensraum

Verbreitungsgebiet des Rotschwanz-Degenflügels

Der Rotschwanz-Degenflügel bevorzugt hoch- und tiefgelegene bergige, halb laubabwerfende Wälder, blühende Gärten, Ränder von Plantagen und Subpáramo in Höhenlagen zwischen 900 und 3000 Metern. In Venezuela ist er meist in Höhen von 1200 bis 2300 Meter unterwegs. Im Norden Kolumbiens wurde er runter bis Höhenlagen um 450 Meter gesichtet.

## Migration
Der Rotschwanz-Degenflügel ist vermutlich ein Standvogel, doch fehlen gesicherte Daten zum Zugverhalten.

## Etymologie und Forschungsgeschichte
Die Erstbeschreibung des Rotschwanz-Degenflügels erfolgte 1821 durch William Swainson unter dem wissenschaftlichen Namen Trochilus falcatus. Das Typusexemplar befand sich in der Sammlung von William Bullock. 1827 führte Swainson die neue Gattung Campylopterus ein. Dieses Wort leitet sich vom griechischen καμπύλος kampýlos für „gebogen, gekrümmt“ und -πτερος, πτερόν -pteros, pterón für „-geflügelt, Flügel“ ab. Der Artname falcatus ist lateinisch für „sichelförmig“ von falx, falcis für „Sichel“.